# 岡崎市立福岡中学校
岡崎市立福岡中学校（おかざきしりつ ふくおかちゅうがっこう）は、愛知県岡崎市福岡町にある公立中学校。

## 概要
1947年（昭和22年）4月1日に創立し、同年4月18日に開校式が挙行された。
1995年（平成7年）4月1日に現在地の新築校舎に移転し、同年4月7日に、入学始業式と並行して、新築移転校舎完工式が挙行された。
| 調査日       | 生徒数 | 通常学級 | 特別支援学級 | 出典  |
| ------------ | ------ | -------- | ------------ | ----- |
| 2013年4月8日 | 439人  | 13       | 2            | [ 1 ] |
| 2019年5月1日 | 459人  | 13       | 2            | [ 2 ] |
| 2020年5月1日 | 455人  | 13       | 2            | [ 3 ] |
| 2021年5月1日 | 458人  | 13       | 2            | [ 4 ] |
| 2022年5月1日 | 444人  | 12       | 2            | [ 5 ] |

部活動は、陸上部（男女）、ソフトテニス部（男女）、剣道部（男女）、水泳部（男女）、野球部、サッカー部、バレーボール部、バスケットボール部、パソコン部、オーケストラ部、芸術部がある。
ただし、2018年（平成30年）度より、生徒数の激減に伴う配置教員数の減少のため、水泳部は男女とも無期限の休部となる。

## 学区
| 小学校名            | 町名                                                               |
| ------------------- | ------------------------------------------------------------------ |
| 福岡小学校 （全域） | 福岡町、上地町、国正町字新田                                       |
| 上地小学校 （一部） | 上地1丁目、上地6丁目、若松町字川向・字向山のうち通称シビックヒルズ |

## 沿革
- 1947年（昭和22年）4月1日 - 学校教育法施行により、額田郡福岡町立福岡中学校   創立（校舎は現福岡小学校を使用）

| 学区             |
| ---------------- |
| 額田郡福岡町全域 |
- 同年4月18日 - 開校式  挙行

- 1955年（昭和30年）2月1日 - 岡崎市合併により校名変更  校名岡崎市立福岡中学校

| 学区                                             |
| ------------------------------------------------ |
| 岡崎市福岡町、上地町（いずれも旧額田郡福岡町域） |
- 1960年（昭和35年）12月25日 - 校歌制定（作詞・浅岡美徳/作曲・冨田勲）・校旗樹立
- 1978年（昭和53年）3月16日 - 福中賞設定
- 1979年（昭和54年）2月28日 - 全国学校環境緑化コンクールで特選校（農林水産大臣、文部大臣賞）に入賞[6]
- 1986年（昭和61年）4月4日 - 岡崎市立竜南中学校の開校に伴って学区域変更

| 学区                                                      |
| --------------------------------------------------------- |
| 岡崎市福岡町、上地町（一部） （いずれも福岡小学校の学区） |
- 1993年（平成5年）6月29日 - 新校舎造成工事開始
- 1995年（平成7年）4月1日 - 校舎移転に伴って、竜南中学区の一部を編入施行

| 学区                                                                                 |
| ------------------------------------------------------------------------------------ |
| 岡崎市福岡町、上地町、上地1丁目、上地6丁目、若松町字川向、若松町字向山、国正町字新田 |
- 同年4月7日 - 新築移転校舎完工式
- 1997年（平成9年） - 福岡中学校創立50周年記念式典
- 2015年（平成27年） - 福岡中移転新築20周年
- 2017年（平成29年） - 創立開校70周年
- 2020年（令和2年）4月1日 - 「F組」と呼ばれる校内フリースクールが福岡中学校、甲山中学校、矢作中学校の3校に設置される。制度導入は県内では初めて[7][8][9]。

## いじめ自殺事件
1994年（平成6年）11月27日、隣接市の西尾市立東部中学校の2年生の男子生徒が自宅で首つり自殺した。死後、遺書が見つかり、小学6年生の頃より同級生からいじめと暴行を受け、脅し取られた金額は少なくとも110万円にのぼることが判明した。
西尾の事件が全国で大きく報道される中、福岡中学では12月5日と12日の朝礼でK校長が全校生徒に「いじめはないと思うが、ひとごとではない。周りで見たら先生に言いなさい。全力で対処する」と訓示した。西三河教育事務所は12月12日、各市町教委の担当者を集め、いじめについての情報交換や行い、県教委からの指導を徹底させた。事件はその矢先に起こった。
12月12日、福岡中1年生の男子生徒（以下、A君とする）は五時限の終了後、所属するパソコン部の活動に参加し、午後4時40分頃、友人と一緒に下校した。以降、行方が分からなくなり、家族は13日午前0時30分に岡崎警察署に届け出た。同日午前8時50分頃、父親が共同経営する工場内でA君がクレーンに紐をかけて首つりしているのが発見された。同日、複数の同級生が、「A君は入学後すぐに数人とけんかになり、反抗したことでいじめが始まった」と証言。毎日のように数人から10人近くの男子生徒にたたかれ、教諭がいないときに教室の後ろでいじめられることが多かったという。2学期に入ってからカバンや文具などに「バカ死ね」と落書きされ、10月には落書きをめぐるトラブルで同級生が投げたいすが頭に当たり、数針縫う怪我を負ったことも明らかとなった。学校側は同日午後8時の会見で、A君が暴力を受けたり、いたずらをされたりしていたことを知りながら「いじめ」と見ていなかったことを認めた。中日新聞は翌14日、朝刊の1面で事件を取り上げ、「学校の認識の甘さがまたも露呈した」「六キロしか離れていない西尾市の東部中での“教訓”は生かせなかった」と強調した。
12月14日夜、K校長は記者会見でそれまでの発言を撤回。学校の調査結果として「男子生徒の学級にいじめはなかった」と断言した。Kは葬儀が営まれた15日午前、遺族宅を訪れ、「自殺の原因は家庭と本人にあると前夜の記者会見で発言したと報じられているが、真意ではない」と釈明したが、その後も「いじめはなかった」と言い続けた。同日夕方、A君の両親と祖父は記者会見し、父親は「なぜいじめはなかったと断言できるのか。私の気持ちとしてはあったと思っている。ほかに理由が見当たらない」と語った。
市教育委員会はKと歩を合わせ、「あれはいじめではなかった」と結論を下し、幕引きを図った。市教委は批判をかわすため、1995年3月6日、いじめなどについて小中学生、学校、父母、地域が話し合うオピニオンサークルを新年度から市内41の小学校区に設置すると発表した。

## 著名な出身者
- 青山周平（元衆議院議員）
- 太田圭祐（サッカー選手）[25]